# Pieces of April
Pieces of April är en amerikansk långfilm från 2003 i regi av Peter Hedges, med Katie Holmes, Derek Luke, Oliver Platt och Alison Pill i rollerna.

## Handling
Den bohemiske April har bjudit in familjen från Pennsylvania på Thanksgiving-middag till sin lya i New York.

## Rollista
| Katie Holmes       | – April Burns    |
| Derek Luke         | – Bobby          |
| Oliver Platt       | – Jim Burns      |
| Alison Pill        | – Beth Burns     |
| John Gallagher Jr. | – Timmy Burns    |
| Patricia Clarkson  | – Joy Burns      |
| Alice Drummond     | – Grandma Dottie |